# Kenneth Ulman
Kenneth "Ken" Ulman (né le 4 mai 1974) est un avocat américain, fondateur et dirigeant d'une société de conseil, Margrave Strategies, et ancien politicien démocrate du comté de Howard, Maryland. Avant de travailler dans le secteur privé, Ulman a été county executive de Howard de 2006 à 2014. Il a également représenté le 4ème district en tant que membre du conseil de comté de 2002 à 2006.

## Jeunesse et éducation
Né le 4 mai 1974 à Columbia, dans le Maryland de Diana et de Louis "Lou" Ulman. Ken Ulman grandit à Colombia et a fréquente la Centennial High School (Howard County, Maryland) (en). Son père est avocat et ancien président de la Maryland Racing Commission, qui supervise les courses de chevaux et les paris dans le Maryland.
Il est diplômé en 1997 et est admis à la Georgetown Law School (en). Il est admis au barreau du Maryland en 2001. Il rejoint d'abord le cabinet d'avocats de son père en prenant des affaires sur une base contractuelle avant de se lancer en politique locale en 2002.

## Activité politique
Ulman travaille pour les campagnes de Bill Clinton en 1996, du gouverneur du Maryland Parris Glendening (en) en 1998 et Kathleen Kennedy Townsend en 2002. Ulman s'est présenté pour la première fois aux élections politiques en 2002, lorsqu'il candidate au siège du district 4 au County Council. Ulman remporte la primaire démocrate par 50 voix et bat ensuite l'adversaire républicain, Joan Lancos, aux élections générales,. Ulman sert un mandat de quatre ans en tant que membre du conseil dans le comté de Howard.
En 2006, Ulman se présente pour le poste de county executive puis remporté les élections générales avec 52% des voix. Il prête serment le 4 décembre 2006 à 32 ans, devenant ainsi la plus jeune personne du Maryland à être élue au poste de directeur du comté. Pendant son mandat en tant que directeur du comté, Ulman sert en tant que président du Conseil régional de transport de Baltimore et du Conseil métropolitain de Baltimore. Il fait également partie du conseil d'administration de la Maryland Association of Counties et County Executives of America.
Le 3 juin 2013, Ulman annonce qu'il se présentera en 2014 au poste de lieutenant-gouverneur du Maryland en tant que vice-président du candidat au poste de gouverneur et lieutenant-gouverneur sortant, Anthony G. Brown. Après avoir été vaincu par le ticket républicain de Larry Hogan et Boyd Rutherford (en), Ulman quitte ses fonctions publiques en décembre 2014 à la fin de son mandat de directeur du comté de Howard et crée une société de conseil, Margrave Stratégies.